# 尹穑
尹穑（?—?），字少稷。兖州（今屬山東兖州市）人。
寓居玉山（今江西玉山）。绍兴三十二年（1162年），与陆游同为枢密院编修官。記憶力强。王祖舜荐其才，召对称旨，赐进士出身。隆興元年（1163年），擔任監察御史，不久改為右正言。與韩元吉、王洋、曾幾等友善，多有诗词唱和。著《方斋集》。《全宋詩》收录其《庸医行》诗一首。

## 延伸阅读
[在维基数据编辑]
 《宋史·卷372》，出自脱脱《宋史》